# Kobieta w zieleni
Kobieta w zieleni (ang. The Woman in Green) – amerykański film kryminalny z 1945 roku w reżyserii Roya Williama Neilla na podst. postaci Sherlocka Holmesa i doktora Watsona stworzonych przez sir Arthura Conana Doyle’a. Jedenasty z czternastu filmów z Basilem Rathbone’em jako Sherlockiem Holmesem i Nigelem Bruce’em jako doktorem Watsonem. Film nie jest adaptacją żadnego  utworu opowiadania Doyle’a, choć niektóra wątki filmu nawiązują do opowiadań Ostatnia zagadka i Pusty dom tego autora.
Film jest jednym z czterech z serii, które znajdują się w domenie publicznej.

## Obsada
- Basil Rathbone – Sherlock Holmes
- Nigel Bruce – doktor Watson
- Hillary Brooke – Lydia Marlowe
- Henry Daniell – profesor Moriarty
- Paul Cavanagh – George Fenwick
- Matthew Boulton – inspektor Tobias Gregson
- Eve Amber – Maude Fenwick
- Frederick Worlock – doktor Onslow
- Tom Bryson – Corporal Williams
- Sally Shepherd – Crandon, służąca
- Mary Gordon – pani Hudson